# Sistema de billetaje electrónico

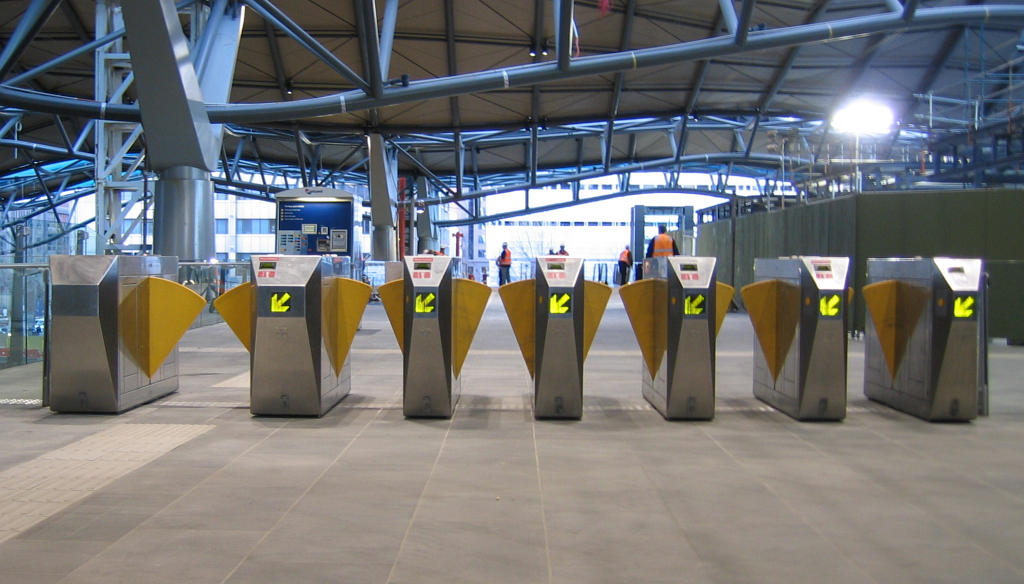
Validadores de pago en Melbourne, Australia

Dentro de la expresión sistema de billetaje electrónico (indicado con el acrónimo SBE, o también AFCS, del inglés  Automatic Fare
Collection System), se incluyen los sistemas de billetaje utilizados en numerosas entornos del transporte público local. Estos hacen uso de equipamientos electrónicos (validadores, sistemas de localización - "automatic vehículo location", etc.) que gestionan los títulos de transporte electrónicos sobre smartcard.
Los sistemas de billetaje electrónico son utilizados típicamente en entornos territoriales en los que hay establecidos sistemas tarifarios integrados por los servicios de transporte público.
Un sistema de billetaje automático está formado típicamente de los siguientes subsistemas:
- sistema de venta (emisión o recargara del crédito sobre smartcard);
- sistema de validación (a bordo, a las estaciones) y auditoría;
- sistema de recogida de datos de venta y validación (una red común a ambos circuitos);
- sistema central de gestión y distribución de beneficios (clearing).

Los sistemas de billetaje electrónico pueden operar en tiempo real (por ejemplo con los sistemas AVL o AVM, por medio de una línea RS485, Ethernet o Vía radio n En tal modo, particularmente en entornos que alcanzan diferentes zonas tarifarías, las informaciones sobre las validaciones pueden ser transferidas automáticamente al servidor central, eliminando la necesidad de la intervención manual del conductor para descargar los datos.

## Las tecnologías
Las tecnologías utilizadas por los sistemas de billetaje electrónico pueden ser de varios tipos, en función de la interfaz soportada (con contacto, sin contacto, dual) y con las normativas de referencia. 
Entre las tecnologías más difundidas hay:
- MIFARE;
- Calypso;
- FeliCa;
- MIT (Máscara italiana por el transporte).

## Las experiencias en Italia
En Italia se han llevado a cabo varias instalaciones de sistemas de billetaje electrónico cubriendo ámbitos más o menos extensos (ciudades, provincias, regiones). Uno de los proyectos de más vasta escalera fue el proyecto "Mi Muovo", que se hizo el 2012 para permitir la plena integración tarifaría y tecnológica de todos los servicios de transporte público de la Región Emilia-Romagna.

## Prueba de campo con el móvil
En el 2011 se lanzó en Milàn la prueba de campo de un sistema de billetaje haciendo uso del móvil. En él se puede utilizar el móvil para comprar y validar los billetes de autobús o de metro. La tecnología que utiliza esta innovación es la NFC (Near Field Communication). 